# 中華盛景
中華盛景（英語：The Golden Scenery，來港前稱），是一匹在澳洲和香港出賽的賽駒，來港後練馬師是告東尼。

## 簡介
週歲價為4,000澳元的「中華盛景」起初以澳洲為基地，由Steven O'Dea & Matthew Hoysted訓練，曾出賽3次，獲2冠。其後，「中華盛景」被運來香港服役，加盟告東尼馬房。
2021年11月13日，「中華盛景」打開其在港的勝利之門。
2023年11月26日，麥道朗策騎「中華盛景」勝出第一班盃賽其士盃。賽後，麥道朗說道：「我們賽前擬定的策略完全奏效，此賽早段步速僅屬中等，『中華盛景』自一檔出閘後已瞬即穩定走勢，末段交出上佳加速力追前。明顯地，牠能否應付一哩途程或許有點疑問，但今日此賽步速不快，因此牠能夠勝出這項一哩賽事。」練馬師告東尼說道：「麥道朗今仗發揮一絕，我想此駒既是『遙遠星空』的兒子，牠或可應付一哩途程吧。我們為何不去試一試？我順道安排麥道朗策駒此駒，希望可以取得好成績，並看看牠陣上的表現如何。我們姑且一搏，安排一位世界級好手為牠執韁，最終我們更取得理想成績，達成了賽前的目標。」
2024年9月22日，艾道拿策騎「中華盛景」勝出國際三級賽慶典盃。賽後，練馬師告東尼說道：「『中華盛景』一向是匹十分忠心的戰馬，在季初往往表現出色，甚至能夠取得頭馬。我早已著手安排牠角逐此賽，而今日的偏軟場地亦有助馬兒發揮。」

## 同父馬
曾於香港服役出賽並曾勝出大賽的同父馬包括：
- 顯心星：曾勝出G1 香港短途錦標（2021）、G3 精英盃（2021）
- 遨遊氣泡：曾勝出G1 董事盃（2024、2025）、G1 香港一哩錦標（2024）、G1 香港金盃（2025）、G2 馬會一哩錦標（2024）、四歲系列賽香港經典一哩賽（2023）、四歲系列賽香港打吡大賽（2023）
- 嫡愛心：曾勝出G3 洋紫荊短途錦標（2025）

## 在港勝出賽事全紀錄
| 比賽日期   | 賽事名稱              | 賽事班次 | 賽道 | 賽事路程 | 比賽馬場 | 名次 | 完成時間 | 騎師   |
| ---------- | --------------------- | -------- | ---- | -------- | -------- | ---- | -------- | ------ |
| 13/11/2021 | PANASONIC六門雪櫃讓賽 | 第三班   | 草地 | 1200米   | 沙田馬場 | 1    | 1:09.21  | 田泰安 |
| 23/01/2022 | 步步友讓賽            | 第二班   | 草地 | 1400米   | 沙田馬場 | 1    | 1:21.52  | 莫雷拉 |
| 25/06/2022 | 薄扶林郊野公園讓賽    | 第二班   | 草地 | 1400米   | 沙田馬場 | 1    | 1:21.46  | 霍宏聲 |
| 10/09/2023 | 大帽山讓賽            | 第二班   | 草地 | 1400米   | 沙田馬場 | 1    | 1:22.45  | 艾道拿 |
| 26/11/2023 | 其士盃（讓賽）        | 第一班   | 草地 | 1600米   | 沙田馬場 | 1    | 1:34.67  | 麥道朗 |
| 22/09/2024 | 慶典盃（讓賽）        | G3       | 草地 | 1400米   | 沙田馬場 | 1    | 1:22.74  | 艾道拿 |

## 外部連結
- . 2023-11-26  [2023-11-26]. （原始内容存档于2025-01-20）.
- . 2024-09-22  [2024-09-22]. （原始内容存档于2025-01-20）.